# آرایه فازی نوری
آرایه فازی نوری به فناوری کنترل فاز و دامنهٔ امواج نوری ساطع‌شده، بازتابش‌شده و دریافت‌شده در سطحی دوبعدی که از المان‌های قابل تنظیم بهره می‌برد اطلاق می‌شود. آرایهٔ فازی نوری نسخهٔ متناظری‌ست از آرایه فازی در امواج رادیویی. با کنترل پویای خصوصیات اپتیکال یک سطح در مقیاس میکروسکوپیک می‌توان جهت پرتوهای نوری (در فرستنده‌های آرایهٔ فازی اپتیکال) یا میدان دید سنسورها (در دریافت کننده‌های آرایهٔ فازی اپتیکال) را بدون هیچ قسمت متحرکی هدایت کرد. در وسایل اپتوالکترونیک از هدایت پرتوی آرایهٔ فازی برای سویچینگ و تسهیم‌سازی (مالتی‌پلکسینگ) و در مقیاس ماکروسکوپیک برای پرتوهای لیزری هدف‌گیر استفاده می‌گردد. از الگوهای پیچیدهٔ متغیر فاز نیز می‌توان برای تولید المان‌های نوری پراش پذیر به منظور متمرکز کردن پرتوها یا جداسازی آن‌ها علاوه‌بر هدف‌گیری بهره برد.

## فرستنده
یک فرستندهٔ آرایهٔ فازی نوری شامل یک منبع نور (لیزر)، تغییردهنده‌های فاز (phase shifter)، اسپلیترهای برق و یک آرایه از المان‌های ساطع‌کننده‌ست. ابتدا نور خروجی از یک منبع لیزر را با استفاده از نمودار درختی اسپلیتر به چندین شاخه تقسیم و سپس هر شاخه به تغییردهنده‌های فازی قابل تنظیم وارد می‌شود، از این نور تغییر فاز داده‌شده به عنوان ورودی یک المان ساطع‌کننده(آنتن نانوفوتونیک) که نور را با خلاء تزویج می‌کند استفاده و نور ساطع‌شدهٔ حاصل از این المان‌ها در میدان دور با یکدیگر ترکیب‌شده و الگوی میدان دور آرایه را شکل می‌دهند. با تنظیم تغییر فاز نسبی در بین این المان‌ها پرتو هدایت یا شکل داده می‌شود.

## دریافت‌کننده
در یک فرستندهٔ آرایهٔ فازی نوری نور تابیده‌شده (معمولا نور همدوس) به روی یک سطح از طریق مجموعه‌ای از آنتن‌های نانوفوتونیک که به صورت آرایه‌ای یک یا دو بعدی (همان‌طوری که پیشتر در تعریف ذکر شد) قرار گرفته‌اند جذب می‌شوند؛ یعنی نور دریافت‌شده از طریق هر المان، تغییر فاز داده می‌شود و دامنه آن تغییر وزن می‌دهد(amplitude-weighted). با تنظیم تغییردهندهٔ فاز می‌توان این پرتوها را از جهات مختلفی دریافت و نور فرودی را از هر جهتی جمع‌آوری کرد.

## کاربردها
در مبحث نانوتکنولوژی، آرایهٔ فازی نوری به آرایه‌هایی از لیزرها و مدولاتور فضایی نوری با فاز قابل بیان و دامنه‌ها المان کمتر از طول موج نور اطلاق می‌شود. گرچه همچنان در مرحلهٔ نظریه باقی مانده، ولی چنین آرایه‌هایی با وضوح بسیار بالا، امکان نمایش تصویر با بیشترین حد باورپذیری را به کمک تمام‌نگاری پویا بدون هیچ پراش ناخواسته‌ای فراهم می‌کنند.